# Magiriopsis denticosella
Magiriopsis denticosella är en fjärilsart som beskrevs av Dyar 1912. Magiriopsis denticosella ingår i släktet Magiriopsis och familjen mott. Inga underarter finns listade i Catalogue of Life.